# Рейд в Індійський океан
Рейд в Індійський океан (англ. Indian Ocean raid, яп. セイロン沖海戦) — рейд 1-го Ударного авіаносного з'єднання Імперського флоту Японії в період з 31 березня по 10 квітня 1942 з метою знищення та виведення з ладу військово-морських баз союзників та порушення систем морських комунікацій в акваторії Індійського океану.

## Передісторія
Після успішного завершення Малайської кампанії, опанування Сінгапуром та іншими успіхами в Південно-Східній Азії, а також завданням рішучої поразки флоту союзників у битві в Яванському морі, японське флотське керівництво зосередило свої основні зусилля на західному напрямку. Для знищення Східного флоту Великої Британії, підтримки своїх військ, що билися в Бірмі та знищення військових транспортів, що діяли в східній частині Індійського океану, командування Імперським флотом Японії відправило Об'єднане авіаносне угруповання, що складалося з 1-го Ударного авіаносного з'єднання Імперського флоту Японії під командуванням віцеадмірала Наґумо, Малайського флоту віце-адмірала Одзава та підводного флоту.

## Хід подій
Японський Малайський флот атакував першим. Після забезпечення десантної операції з висадки на Андаманські острови, віцеадмірал Одзава продовжив рух на захід, топлячи усі судна, що ставали в нього на шляху. 6 квітня 1942 флот розпочав повітряні атаки по двох портах на східному узбережжі Британської Індії, потопивши 23 судна та вивівши з ладу безліч портових структур та об'єктів перед тим, як відступити.
Водночас японські субмарини баражували західне узбережжя Індії, здійснюючи розвідку та принагідно знищуючи поодинокі кораблі та судна союзників. Так, підводний човен I-10, патрулюючи західніше острову Мадагаскар, потопив 9 транспортних суден та серйозно пошкодив британський лінкор «Раміліз».
Задача знищення британського Східного флоту покладалася на основний склад угруповання — авіаносну ударну групу віцеадмірала Наґумо, яка мала 6 ударних авіаносців з більш ніж 300 літаками палубної авіації за підтримки 4 лінійних кораблів, 7 важких та 2 легких крейсерів і 19 есмінців.
Попри відверто слабку готовність британського флоту в Індійському океані до відбиття атак та низку помилок, віце-адміралу Дж. Сомервіллю вдалося вивести свій значно слабкіший флот з портів Цейлону і направити їх південніше на атол Адду на Мальдівах. Атаці японської авіації піддалися лише старі допоміжний крейсер та есмінець в бухті Коломбо, які затонули. Японці розбомбили основні споруди порту та збили близько 27 британських літаків. Другою атакою японським льотчикам вдалося знайти та потопити 2 важких крейсери зі складу британського флоту.
9 квітня Наґумо розпочав чергову атаку на британські повітряні та морські об'єкти інфраструктури поблизу цейлонського порту Тринкомалі. В результаті нападу були потоплені легкий авіаносець «Гермес», австралійський есмінець «Вампайр» та корвет «Голліхук».
12 квітня флот Тюїті Наґумо, який перебував беззмінно в океані з листопада 1941 року, повернув до Японії на відпочинок та відновлення, втративши за час битви менш за 30 літаків.